# Малыгинцы
Малыгинцы — деревня в Нагорском районе Кировской области в составе Чеглаковского сельского поселения.

## География
Находится на расстоянии примерно 15 километров по прямой на запад-северо-запад от районного центра поселка Нагорск.

## История
Упоминается с 1873 года, когда в ней было отмечено 6 дворов и 49 жителей. В 1905 году дворов 15 и жителей 109, в 1926 19 и 113, в 1950 18 и 68. в 1989 году учтено 55 жителей .

## Население
Постоянное население  составляло 35 человек (русские 100%) в 2002 году, 13 в 2010.